# Самбучетоле (Терни)
Самбучетоле је насеље у Италији у округу Терни, региону Умбрија.
Према процени из 2011. у насељу је живело 278 становника. Насеље се налази на надморској висини од 329 м.